# Теплостійкість
Теплості́йкість — здатність матеріалу зберігати експлуатаційні властивості (твердість, механічну жорсткість тощо) при підвищених температурах, а також, здатність матеріалу зберігати структурний і фазовий стан в діапазоні робочих температур. 
Втрата твердості, жорсткості та інших механічних властивостей викликається плавленням кристалічних структур, або переходом аморфних тіл у високоеластичний стан. Теплостійкість характеризує верхню межу діапазону температур, при якій матеріал може сприймати механічні навантаження без незворотних змін форми та розмірів. 
Найчастіше поняття теплостійкості використовується стосовно металевих матеріалів, що працюють в умовах підвищених температур а також, полімерів.

## Теплостійкість металевих матеріалів
Стосовно металів (сплавів) теплостійкість являє собою умовний еквівалент жароміцності і жаротривкості при температурі до 600 °С. В разі короткочасного механічного навантажування при підвищеній температурі або постійного навантажування при періодичній дії високих температур критерієм теплостійкості є короткочасна статична міцність і пружні властивості матеріалу. Якщо навантажений матеріал перебуває в умовах підвищених температур тривалий час, характеристикою теплостійкості служить опір повзучості.
Для конструкційних сталей і сплавів показником теплостійкості зазвичай служить так звана деформаційна теплостійкість — температура, при якій починає розвиватися неприпустимо велика деформація зразка, під певним навантаженням і нагріванням до певної температури.
Також, у теплостійких матеріалів при тривалому або короткочасному навантажуванні в діапазоні робочих температур не повинна спостерігатись теплова крихкість. Втрата теплостійкості металевих матеріалів обумовлюється незворотними структурними змінами у сплавах при нагріванні (розпадання твердого розчину, коагуляція часток фаз-зміцнювачів тощо).

## Теплостійкість полімерних матеріалів
Вимірюється методом Мартенса і методом Віка. У методі Мартенса зразок згинається, і при цьому підвищується температура. Фіксується температура, при якій зразок згинається на заданий кут.
У методі Віка при підвищенні температури на зразок чиниться тиск твердим наконечником (індентором). Фіксується температура, при якій досягається задана глибина вдавлювання наконечника.
Теплостійкість по Віку завжди вища. Характерні значення теплостійкості по Мартенсу і Віка відповідно: для вініпласту 70 і 95, поліметилметакрилату 70 і 110, полікарбонату 120 і 150, полікапроаміду 50 і 170, полігексаметиленадипінаміду 60 і 230, поліімідів бл. 250 (по Віка). У зв'язку з розвитком аерокосмічної галузі та електротехніки особливий інтерес викликають полімери з теплостійкістю понад 200 °C, вироби з яких можуть тривалий час працювати при підвищених температурах.
Для еластомерів (гум) під теплостійкістю мають на увазі їх здатність зберігати потрібні високоеластичні властивості і міцність при підвищенні температури. За міру теплостійкості у цьому випадку зазвичай приймають коефіцієнт теплостійкості — відношення значень певного показника механічних властивостей при підвищеній і нормальній температурах.
У разі нетривалого нагрівання полімери можуть зберігати твердість при температурах на кілька десятків градусів вище, ніж при тривалій дії тепла.